# Мистецтво Леджера

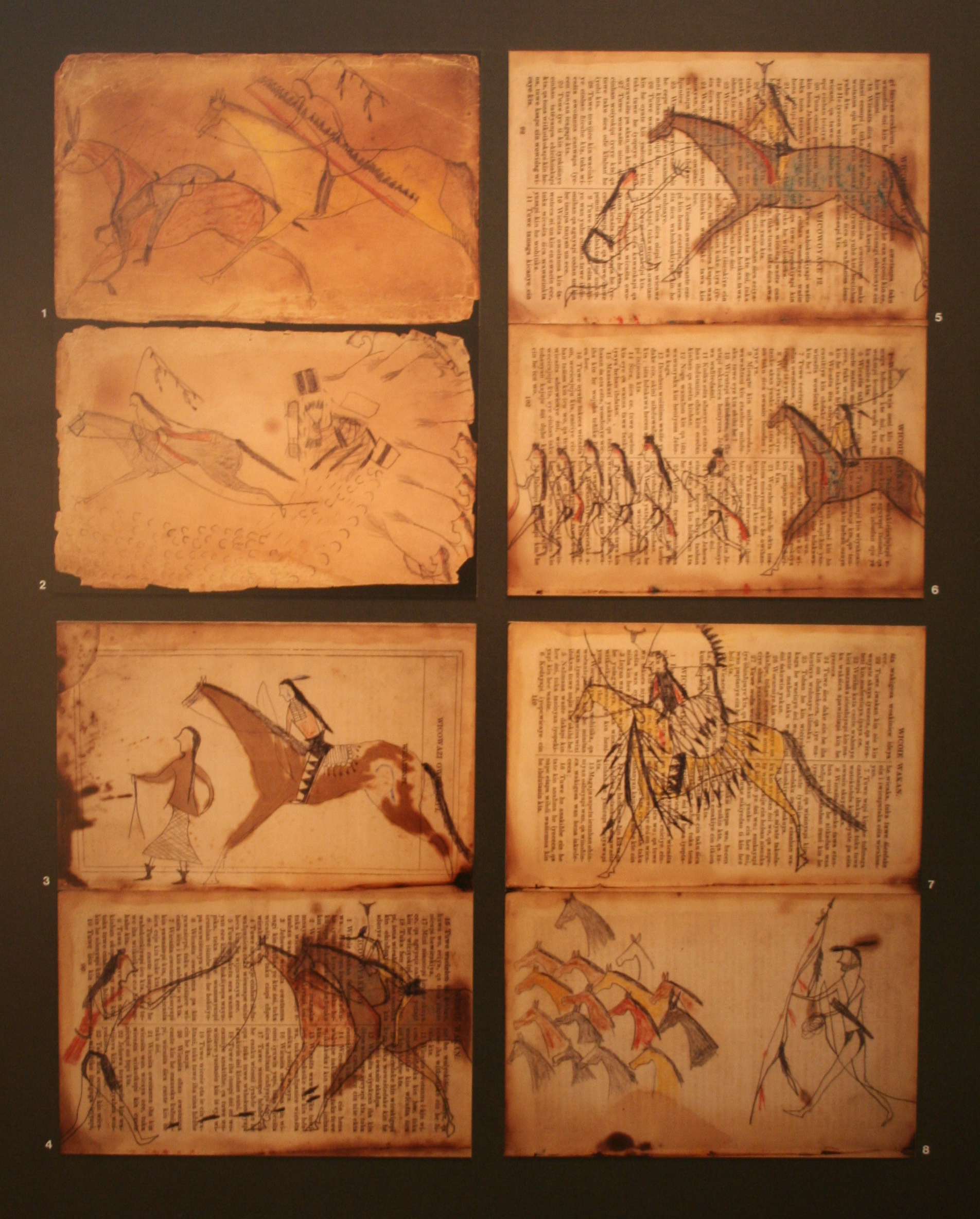
Зразок Мистецтва Леджера

Мистецтво Леджера або Леджерівське Мистецтво — розповідний малюнок або малюнок на папері чи тканині, який переважно практикують індіанці рівнин, а також плато та Великий басейн.

## Загальний опис
Леджерське мистецтво процвітало переважно з 1860-х до 1920-х років. У 1960-х і 1970-х роках почалося відродження мистецтва бухгалтерської книги. Термін Ledger походить від бухгалтерських книг (книг обліку), які були звичайним джерелом паперу для рівнинних індіанців наприкінці 19 століття.
Бойові подвиги були найбільш часто представленими темами в книжковому мистецтві. Багато художників, які ведуть книги, задокументували навколишнє середовище, яке швидко змінюється, зображуючи нові технології, такі як потяги, а також зустрічі з американцями європейського походження та американськими солдатами. Інші теми, такі як релігійні обряди, полювання та залицяння, також були предметами. Багато художників працювали разом з етнологами, щоб задокументувати культурну інформацію, таку як дизайни щитів і типі, зимові підрахунки, танці та регалії.

## Галерея

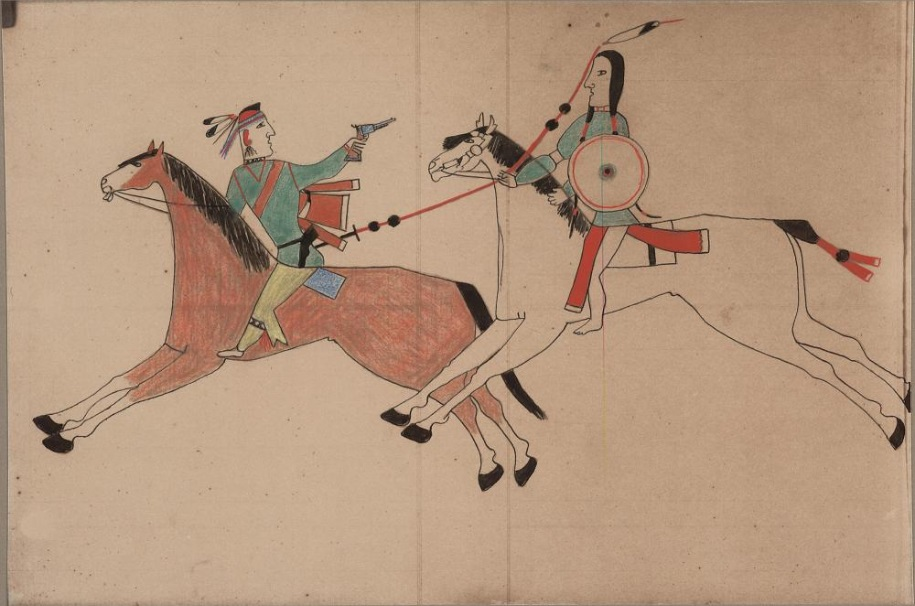
бій Шайєнна та Поуні чи Осейджа
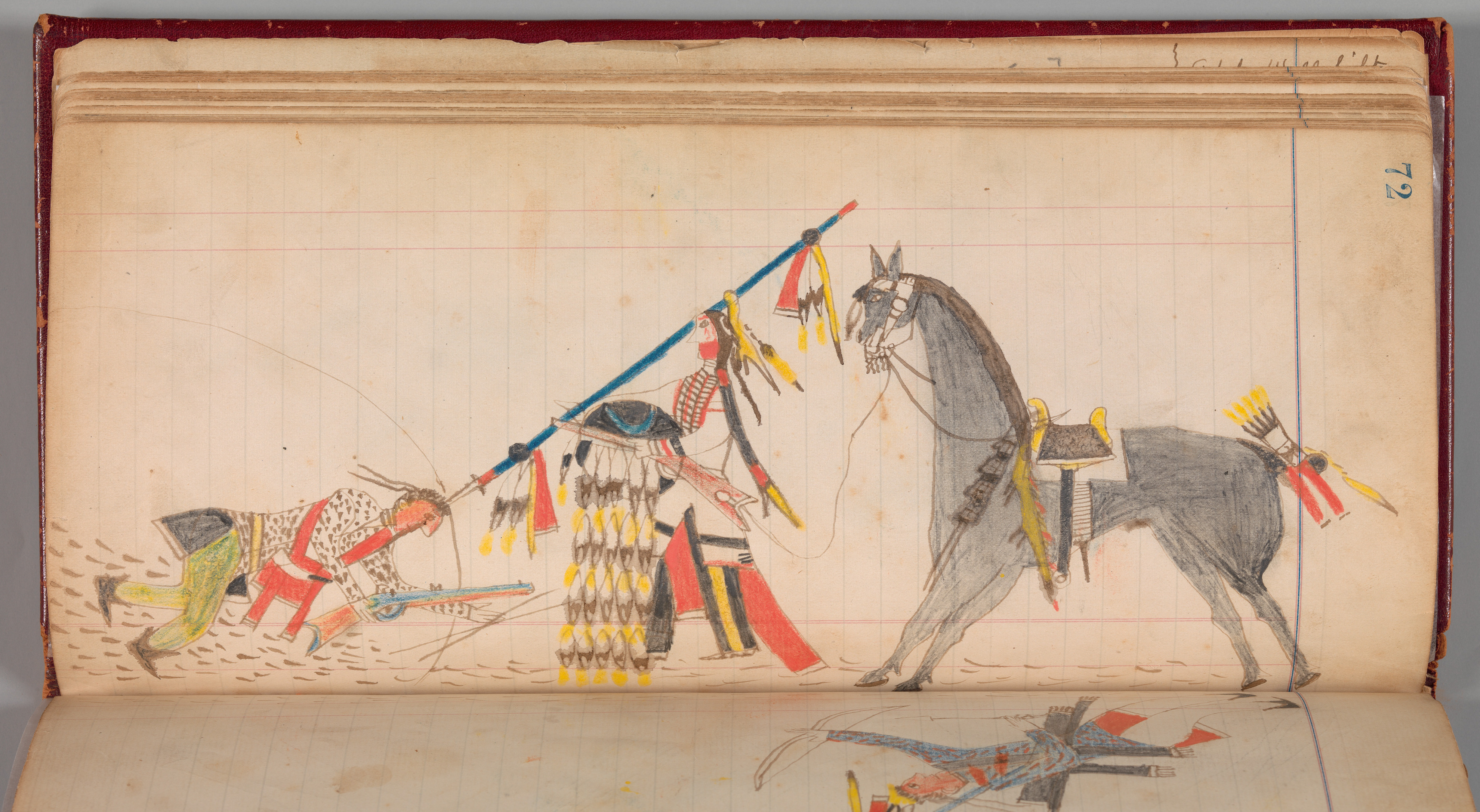
Maffet Ledger - Drawing Metropolitan Museum DP318424
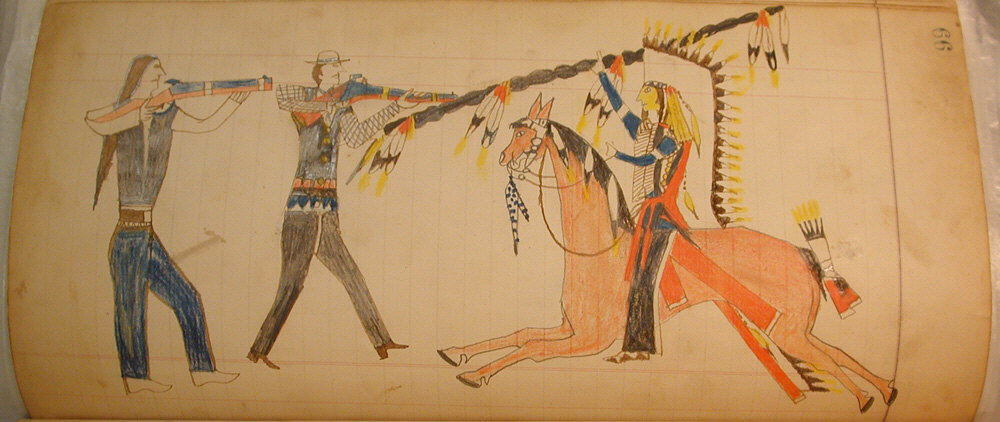
Maffet Ledger - Drawing Metropolitan Museum page66; graphite, watercolor and crayon
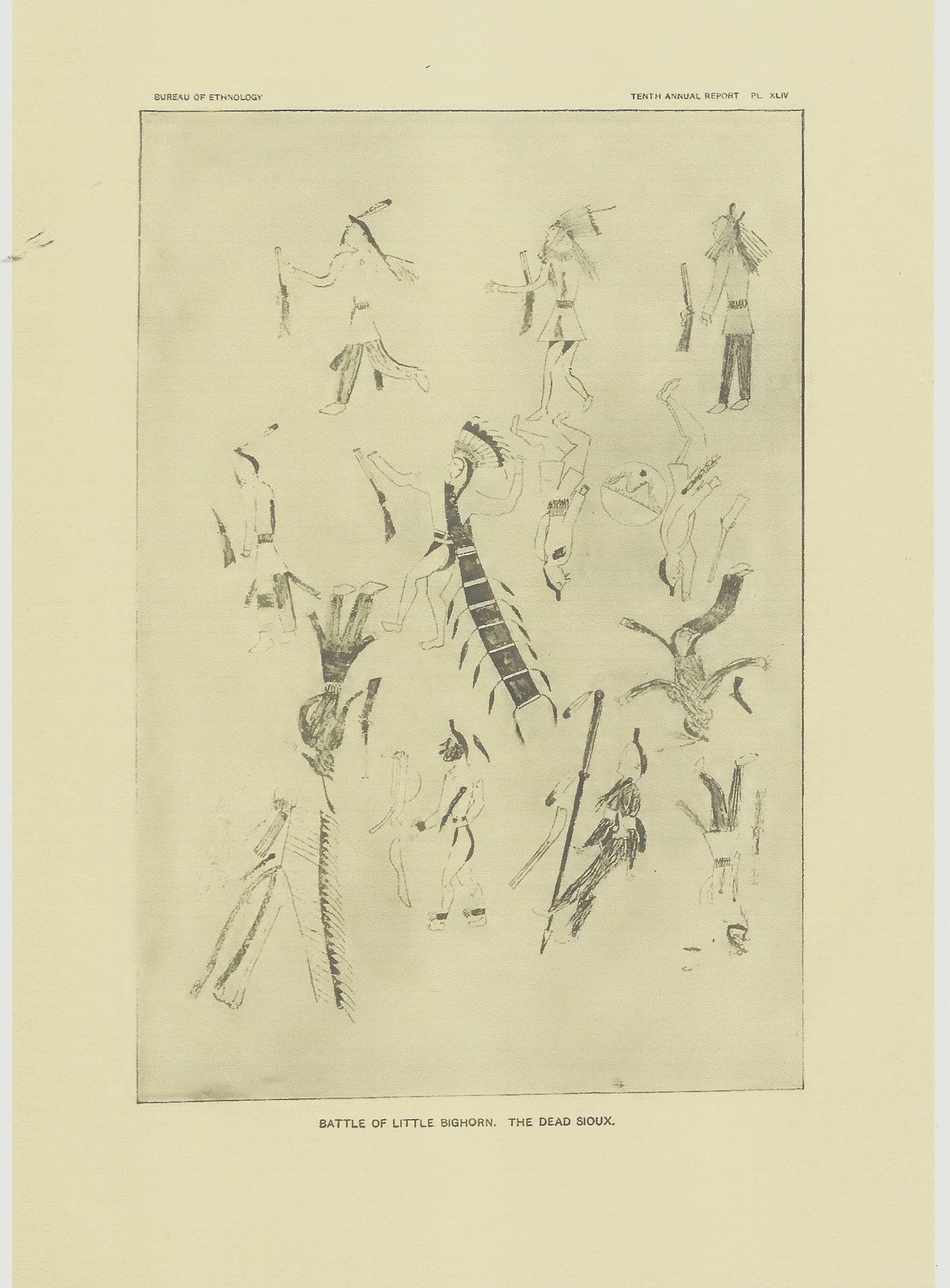
Книга червоного коня, зображення Лакоти, убитого в Літтл-Бігхорні. Опубліковано як табличка XLIV
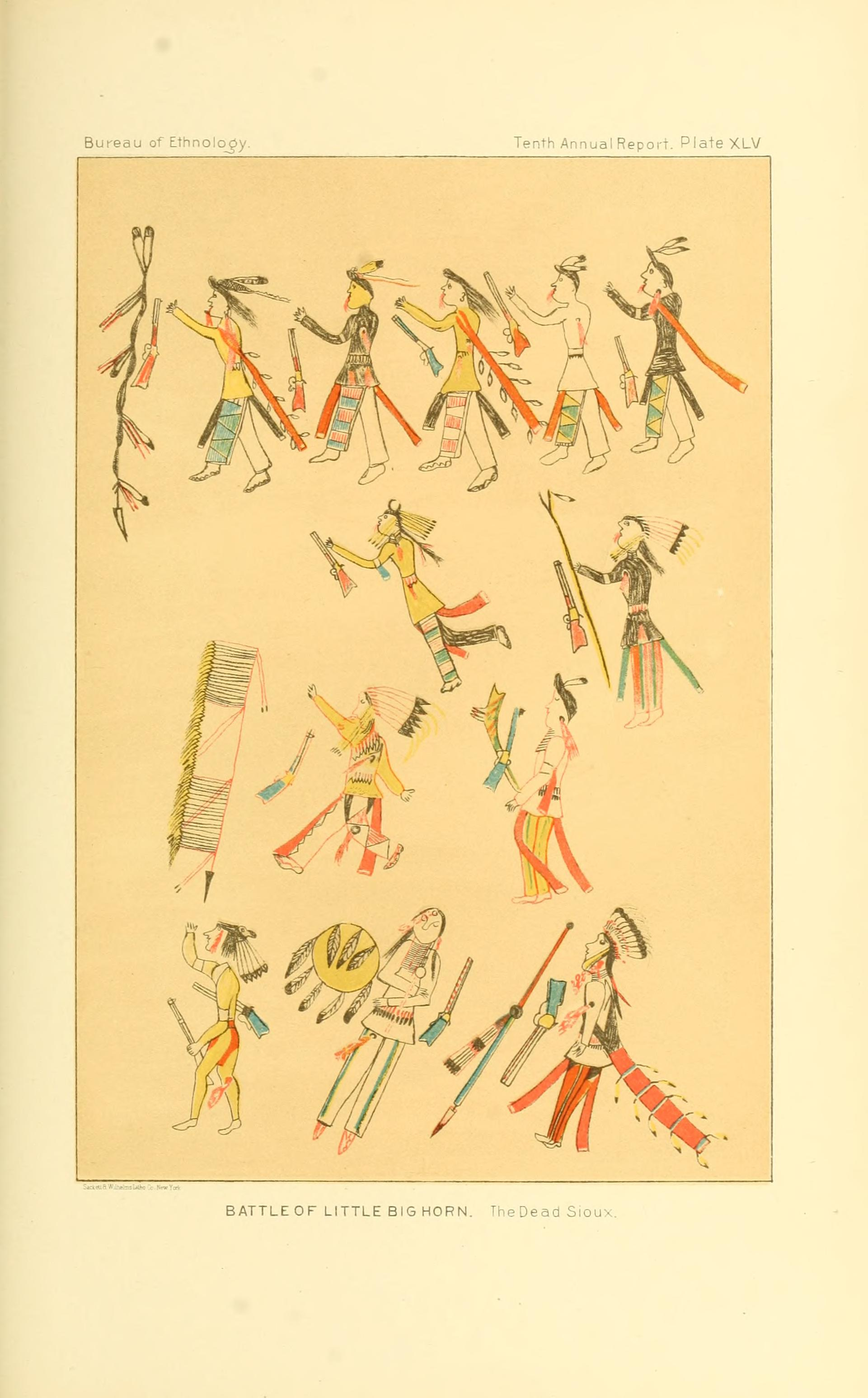
Лакота, убитий у Літтл-Бігхорні. Опубліковано як табличка XLV

## Інтернет-ресурси
- Ledger drawings in the Smithsonian Institution's collections
- Ledger Art Collection at the Milwaukee Public Museum
- Plains Indian Ledger Art Project, University of California, San Diego
- Keeping History: Plains Indian Ledger Drawings, Online exhibition from Smithsonian Institution
- Hood Museum of Art, Dartmouth Ledger Drawing Collection